# Viburnum tridentatum
Viburnum tridentatum là một loài thực vật thuộc họ Caprifoliaceae. Đây là loài đặc hữu của Peru.